# Demo 2012
Demo 2012 — дебютная запись американской кроссовер-трэш группы Iron Reagan из Ричмонда, Вирджиния. Цифровая версия на Bandcamp включает 4 трека. Версия Tankcrimes включает по 5 треков на каждой стороне кассеты (при этом обе стороны копируют друг друга). Существуют также виниловые пластинки, изданные лейблом Clearview Records. По мнению обозревателей данная запись представляет собой злобный кроссовер-трэш и сильно отличается от того, что делали Municipal Waste и Cannabis Corpse.

## Список треков
| №                   | Название              | Длительность |
| ------------------- | --------------------- | ------------ |
| 1.                  | «Paycheck»            | 1:20         |
| 2.                  | «Eat Shit and Live»   | 0:51         |
| 3.                  | «Artificial Saints»   | 1:21         |
| 4.                  | «Running Out of Time» | 1:31         |
| Общая длительность: | Общая длительность:   | 5:04         |

## Состав
Iron Reagan
- Тони Фореста — вокал
- Марк Бронзино — гитара
- Фил Холл — гитара
- Пол Бернетт — бас гитара
- Райан Пэрриш — барабаны

Продюсирование
- Продюсер : Фил Холл
- Микширование и мастеринг : Дэн Рэндалл
- Обложка : Брэндон Феррелл, Ричард Минино